# 安塔斯 (法马利康新镇)
安塔斯是葡萄牙布拉加区的一个堂区。总面积4.35平方公里，总人口5376人，人口密度1235.9人/平方公里。